# Vlaanderen (tijdschrift)
Vlaanderen was een Belgisch Nederlandstalig katholiek en Vlaamsgezind tijdschrift.

## Historiek
Nadat het tijdschrift Ons Vaderland van het Vlaamsche Front in een diepe crisis was beland werd door Jozef Goossenaerts en Honoré Debusschere een poging ondernomen om een nieuw weekblad op te richten. Hiertoe werd er onderhandeld met Robrecht De Smet, Bob Standaert, Cyriel Verschaeve en de naar Nederland uitgeweken activisten Josué De Decker en Reimond Speleers, allen actief in het Verbond van Vlaamsche Nationalisten De Blauwvoet.
De eerste editie van Vlaanderen verscheen op 14 mei 1922 en werd gedrukt bij Achiel Geerardyn. Het tijdschrift promootte actief een zelfstandig Vlaanderen dat zich zou integreren in Groot-Nederland, evenwel keerde het zich af van zowel het Vlaamsche Front als de ideeën van Joris van Severen. Hierbij werd gehoopt dat uit de internationale crisis een tweede activisme zou ontstaan. Hierdoor belandde het tijdschrift in de invloedssfeer van Robert Oszwald en de ideeën van Arthur Mahraum van de Jungdeutsche Orden. Op 12 januari 1924 volgde de oprichting van een secretariaat te Gent met Hendrik Cayman als sleutelfiguur. Nadat Debusschere in 1925 de financiering van het tijdschrift stopzette en toenadering zocht tot Van Severen kwam Vlaanderen in een crisis, die enkel nog toenam met de oprichting van het weekblad Jong Dietschland. Zowel Cyriel Verschaeve als Odiel Spruytte maakte de overstap naar dit concurrerende tijdschrift.
Vervolgens ging De Smet op zoek naar nieuwe redacteurs die hij vond in nationalistische AKVS-kringen aan de Katholieke Universiteit Leuven, het Dietsch Studentenverbond en bij de clerus. Onder meer Wies Moens, Luc Indestege en Clemens Daenen werden aangetrokken, alsook Jan Brans, Jozef De Langhe en René Lagrou. Ten slotte kwam ook Ward Hermans over van De Schelde. Eind 1933 kwam het tot een fusie met het tijdschrift Jong Dietschland Van 14 januari tot 15 september 1934 werd er vervolgens gepubliceerd onder de titel Vlaanderen-Jong Dietschland.

## Bekende (ex-)medewerkers
- Jan Brans
- Jan Broekman[4]
- Hendrik Cayman[5]
- Clemens Daenen[6]
- Honoré Debusschere[7]
- Josué De Decker
- Jef De Langhe
- Robrecht De Smet
- Hendrik Elias
- Achiel Geerardyn
- Willem Goedhuys[8]

- Jozef Goossenaerts
- Ward Hermans
- Pol Heyns
- Johann Hülsmann[9]
- Luc Indestege
- Alfons Jonckx
- René Lagrou
- Jan Laureys
- Jeroom Leuridan
- Wies Moens
- Hendrik Mommaerts

- Berten Pil[10]
- Reimond Speleers
- Odiel Spruytte
- Bob Standaert[11]
- Albert van de Poel
- Karel van der Espt
- Jan Vander Leest[12]
- Hendrik van der Wielen
- Cyriel Verschaeve
- Bernard Vlekke